# Río Gafos
El río Gafos (en gallego, río dos Gafos) es un río de la provincia de Pontevedra, Galicia, España. 

## Curso
El Gafos nace en el Mato da Xestiña, lugar de Boullosa, en Figueirido, en el ayuntamiento de Vilaboa, y desemboca en la ría de Pontevedra, en la ciudad de Pontevedra, en el barrio de A Moureira de Abaixo. Tiene un recorrido de 10.830 metros, buena parte de ellos paralelos al Camino de Santiago en su ruta portuguesa. Excepto en sus últimos 600 metros, tiene una orientación sur-norte, cosa extraña en un río de las Rías Bajas.
Sus afluentes son:
Orilla izquierda: arroyo de Antiguidá, río Miñoto o Filgueira y Ponte Bala;
Orilla derecha: río de Bois, río do Barco, río Pombal y Pintos. Tiene un total de 16 puentes, y hasta mediados del siglo XX funcionaron lavaderos y molinos. Desde 1970, en el barrio pontevedrés de Campolongo fluye canalizado durante 525 metros.
Su denominación varía por los lugares que atraviesa. Es conocido como Cocho, Regheiro, Das Veighas da porta y Da Estación en Figueirido; Toxal en Bértola, Tomeza en Tomeza y Salcedo, y Menexo, Estación, Palamios, Da Goleta, Da Taboada y Dos Gafos en Pontevedra.
Su caudal está marcado por la pluviosidad de las estaciones del año. Si bien en otoño e invierno suele ir cargado, en el verano lleva menos agua, en parte también por el uso excesivo de sus aguas para regar las fincas y huertas, bien con canales, bien mediante bombeo.

## Historia
El río ya aparece mencionado en el libro Viaje a Galicia del Padre Sarmiento, (1745). También aparece, junto con sus afluentes, en la Carta Geométrica de Galicia de Domingo Fontán, (1845), y en el mapa de la provincia de Pontevedra de Francisco Coello, (1856).
Su nombre proviene de la existencia en Pontevedra de un hospital de leprosos junto al desaparecido templo de Virxe do Camiño, llegando sus jardines hasta la orilla del río. En gallego-portugués la palabra gafo significaba leproso. El Padre Luis Amado Carballo cuenta en 1762 que los árboles del paseo fueron plantados por los frailes del Convento de Santo Domingo.
Uno de sus puentes, ya sobre la desembocadura del río, conocida como Ponte Nova o Ponte Vella, daría origen junto con el Ponte do Burgo, sobre el río Lérez, la denominación de Ad Dúos Pontes con la que se conocía a la Pontevedra, en la época romana. Por estos puentes, o quizás por otra más río arriba, pasaba la antigua calzada romana, desde Tuy hasta Padrón.
Dado que hasta el siglo XX no hubo agua corriente en las casas (la primera en Pontevedra, fue el Palacete de las Mendoza en 1897), sus aguas fueron utilizadas como lavaderos públicos, siendo muy concurridos ya que estaba prohibido lavar en el curso del río Lérez. Con posterioridad estos lavaderos tendrían mayores comodidades, contando incluso con luz eléctrica.
El río Gafos fue declarado Espacio Natural de Interés Local (ENIL) en 2019.

## Ecología
Su lecho suele transcurrir a la orilla de asentamientos humanos, por lo que sus márgenes están alteradas por la agricultura, las obras públicas y las infraestructuras. A pesar de estos impactos y de su cercanía a importantes núcleos de población, el río mantiene una importante biodiversidad; destacando la presencia de nutrias como bioindicador del actual buen estado de las aguas 6206482.htm.
En el biotipo de las áreas naturales, en la primera parte de su recorrido, el río trascurre por zonas de sotobosque con helechos, líquenes, zarzas, etc. con plantas y arbustos como laureles, etc.
En sus bosques de ribera hay bastante diversidad, pudiendo dividirse estos en tres categorías:
Brañas: Tienen un alto grado de humedad y la capa superficial de suelo inundada. Destacan los sauces y los alisos.
Fragas: El bosque tradicional gallego, mezclando diferentes especies de árboles. Hay bastantes carvallos, algunos de tamaño y altura extraordinarios, junto con fresnos, abedules, chopos o alisos.
Soutos: bosques monoespecíficos (de una sola especie) de castaños plantados por el hombre para la obtención de madera y castañas.
El río fue abandonado a la maleza y sus orillas aparecían últimamente llenas de residuos. Pero con la llegada del siglo XXI nació el colectivo Vaipolorío, creado por un grupo de vecinos ante la inoperancia institucional. Si bien su actividad inicial era básicamente limpiar el río, posteriormente comenzaron otras como la creación de rutas, talleres medioambientales, catalogación de flora y fauna y la recuperación de la toponimia.
Estas actividades fueron reconocidas con los premios Ciudad de Pontevedra en el año 2001, otorgado por el Concello de Pontevedra, en el apartado de instituciones, por la defensa del medio ambiente natural, y el Premio "Amigos de Pontevedra", otorgado en el 2004 por la Asociación Amigos de Pontevedra, también en el apartado de instituciones, por su trabajo de recuperación del río dos Gafos.
En el año 2007, con el apoyo de la Consellería de Medio Ambiente, el ayuntamiento acondicionó los márgenes del río en el tramo urbano, con paseos y pasarelas de madera.